# Jean-Francois Dagenais

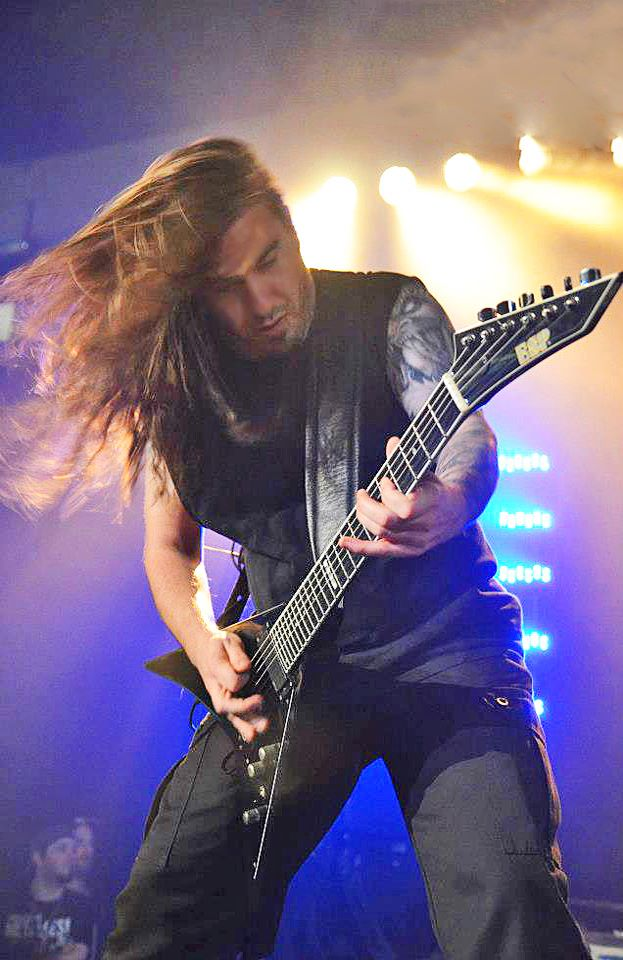
Jean-Francois Dagenais Guitars Kataklysm band

Jean-François Dagenais (nar. 16. října 1975) je kanadsko-americký rockový a metalový hudebník. Jeho mateřštinou je franština, narodil se v Kanadě a nyní žije v Texasu a má občanství USA. Byl kytaristou metalové skupiny Kataklysm a producentem mnoha metalových alb.
V současné době Jean-Francois Dagenais pracuje ve svém vlastním studiu, JFD Studio, které založil v roce 2005. získal kanadské ocenění GAMIQ „Metal / Hardcore Album roku“ za obě práce na albech Kataklysm's Heaven's Venom 2010 a Prevail 2008, a také získání ceny s Kataklysm za "Nejlepší metalovou skupinu" na kanadských nezávislých cenách za hudbu. Dagenais je také dobře známý pro svou práci s kapelami jako Malevolent Creation, Misery Index, Despised Icon, Thy Antichrist, Skinthelamb, Necronomicon, Kill Everything, Helsott, Dark Visions of Terror, Augury, Blackguard & Ex deo.